# Dasychira crucifera
Dasychira crucifera är en fjärilsart som beskrevs av Holland 1893. Dasychira crucifera ingår i släktet Dasychira och familjen tofsspinnare. Inga underarter finns listade i Catalogue of Life.